# Jacqueline Naze Tjøtta
Pour les articles homonymes, voir Naze.
Jacqueline Andrée Naze Tjøtta (Montpellier, 1er juin 1935 - Oslo, 9 mars 2017) est une mathématicienne norvégienne. C'est la première femme professeur de mathématiques en université en Norvège.

## Biographie
Jacqueline Naze nait à Montpellier, en France, du musicien Maurize André Naze et de Renée Marie Courbet. Elle est diplômée en mathématiques de l'Université Aix-Marseille et de la Sorbonne, Paris.  
Elle épouse le mathématicien norvégien Sigve Tjøtta (en) en 1964.  
Elle est nommée professeur de mathématiques appliquées à l'Université de Bergen  en 1966. Ses recherches portent sur la théorie cinétique, la magnétohydrodynamique et l'acoustique théorique. 
Elle meurt à Oslo le 9 mars 2017 à l'âge de 81 ans. 